# 山田有樹
山田 有樹（やまだ ゆうき、1994年6月18日 - ）は、ジャパンラグビーリーグワン九州電力キューデンヴォルテクスに所属するラグビー選手でチームの主将。

## プロフィール
- 大阪府出身[1]。
- ポジションはロック(LO)。
- 身長 180 cm、体重 95 kg
- 関西学生代表に選ばれたことがある[2]。

## 略歴
2013年、常翔学園高校卒業後、同志社大学に入る。
2017年、同志社大学卒業後、九州電力キューデンヴォルテクスに加入。同年9月9日に行われたジャパンラグビートップチャレンジリーグ第1節の中部電力戦に先発出場で公式戦初出場を果たした。
2019年、九州電力キューデンヴォルテクスの主将に就任。